# Hugo Cabret
Cet article concerne le film de Martin Scorsese. Pour le livre, voir L'Invention de Hugo Cabret.
Pour les articles homonymes, voir Hugo.
Pour plus de détails, voir Fiche technique et Distribution.
Hugo Cabret ou Hugo au Québec et en version originale anglaise est un film d'aventures fantastique américain en relief produit et réalisé par Martin Scorsese et sorti en 2011.
Écrit par John Logan, le scénario est l’adaptation du roman pour enfants L'Invention de Hugo Cabret de Brian Selznick. Le film met en scène Asa Butterfield dans le rôle d'Hugo Cabret, Chloë Grace Moretz dans celui d'Isabelle, Ben Kingsley en Georges Méliès et Sacha Baron Cohen en inspecteur de gare.
Le film se déroule à Paris, au tournant des années 1930. Hugo Cabret, un garçon d'une dizaine d'années, vit humblement avec son père, horloger. Il se retrouve orphelin à la suite d'un incendie causant la mort de ce dernier. Il se réfugie alors dans une gare, derrière les horloges qu'il entretient. Il passe le reste de son temps à tenter de réparer l'automate mécanique que son père cherchait à restaurer avant sa mort. Hugo est convaincu que le robot, dont la vocation est d'écrire, renferme un ultime message de son père. Il n'hésite pas à voler viennoiseries ou petits objets, et il est pris en flagrant délit par un vieux monsieur tenant une boutique de jouets, qui lui confisque son carnet de croquis. Hugo, en tentant de récupérer son carnet, rencontre la filleule du marchand de jouets, qui devient alors son amie.
Distribué par Paramount Pictures, ce film est sorti le 23 novembre 2011 aux États-Unis. En France, il est sorti le 14 décembre 2011, distribué par Metropolitan FilmExport.
Le film est présenté en avant-première lors de la 6e édition du Festival international du film de Rome en octobre 2011.

## Synopsis
En 1931, à Paris, Hugo Cabret, un garçon d'une dizaine d'années, vit avec son père, veuf et dévoué à son fils, qui lui enseigne son métier, l'horlogerie, tout en travaillant comme gardien dans un musée. Avec lui, Hugo va souvent au cinématographe ; ses films préférés sont ceux de Georges Méliès.
Quand le père d'Hugo meurt dans l'incendie du musée, Hugo est pris en charge par un oncle alcoolique qui entretient les horloges de la gare Montparnasse. L'oncle poursuit durement l'enseignement qu'avait entamé le père d'Hugo, avant de disparaître. Hugo prend alors discrètement la place de son oncle à la gare, ce qui lui permet d'entretenir une vie secrète tant que les horloges sont à l'heure. Vivant de petits vols, il doit éviter l'inspecteur Gustave, vétéran de la Grande Guerre qui porte une attelle à une jambe à cause d'une blessure au combat, et son doberman Maximilien, tout comme les autres orphelins que l'inspecteur recherche. Pendant ce temps, Hugo poursuit l'ambitieux projet que son père n'a pu achever : réparer un automate cassé, un homme mécanique créé pour écrire au stylo. Pour cela, il a besoin de pièces, qu'il vole au magasin de jouets de la gare. Un jour, son propriétaire le prend en flagrant délit et lui confisque son précieux carnet contenant les plans de l'automate.
Il manque une pièce vitale au fonctionnement de l'automate : une clé en forme de cœur. Convaincu que la machine renferme un message de son père, Hugo va désespérément la chercher. Il se lie d'amitié avec Isabelle, la filleule du propriétaire du magasin de jouets. Il lui apprend ce qu'il sait des films, que son parrain ne lui a jamais laissé voir. Hugo découvre alors qu'Isabelle détient la clé qu'il cherche. Quand ils l'utilisent sur le robot, celui-ci dessine une scène de film que Hugo connaît : c'est bel et bien un message de son père. Ils découvrent que le film du dessin a été réalisé par le parrain d'Isabelle, Georges Méliès, une légende du cinéma, qui est maintenant négligé et qui a perdu toutes ses ambitions. L'automate d'Hugo est le seul vestige de sa vie en tant que magicien, avant qu'il ne commence le cinéma. Cherchant des indices chez Méliès, les deux enfants trouvent une boîte remplie de dessins et de scènes de films. Mais, pris sur le fait, Hugo est banni de la maison.
Hugo et Isabelle décident d'aller à la grande bibliothèque des films de Paris, où ils trouvent des informations biographiques dans un livre sur Méliès. Ils y rencontrent René Tabard, l'auteur même du livre, un expert cinématographique vénérant Méliès, et qui, comme beaucoup de gens, pensait que le réalisateur était mort, puisqu'il n'avait pas été vu depuis la Première Guerre mondiale qui avait brutalement mis un terme à sa carrière. René montre aux enfants les rares vestiges de la carrière de Méliès. Incrédule à l'annonce que Méliès est toujours vivant, il leur dévoile son ambition de le rencontrer.
Hugo et Isabelle invitent René au domicile de Méliès, où ils rencontrent la femme de ce dernier, Jeanne, que René reconnaît immédiatement comme la vedette de nombreux films de Méliès. René, qui avait apporté avec lui un projecteur portatif, montre au groupe sa copie d'un des rares films de Méliès encore distribués, Le Voyage dans la Lune. Lorsque Méliès découvre cette scène dans son salon, il est indigné. Jeanne le convainc alors de chérir ses glorieuses réalisations plutôt que de regretter son rêve perdu. Il raconte alors son histoire, tout d'abord en tant que magicien puis en tant que cinéaste ainsi que sa faillite durant la Grande Guerre, pendant laquelle les rêves et les illusions que transmettaient ses films ne trouvaient plus leur place au milieu des esprits meurtris par la guerre. S'ensuivit alors la faillite et une nuit, désespéré, Méliès mit le feu à ses costumes et décors, tandis que pour payer les dettes ses films furent vendus et fondus pour en faire des talons de chaussures. Avec l'argent récolté, Méliès acheta la boutique de jouets de la gare. La seule de ses créations qu'il n'avait pu se résoudre à détruire était un automate de sa conception capable de dessiner et qu'il donna à un musée où il tomba dans l'oubli.
Réalisant que son automate est en fait la création de Méliès, Hugo retourne en courant à la gare pour le récupérer et le restituer à son propriétaire légitime. Cependant, il se fait repérer par l'inspecteur Gustave et son chien, et est capturé. Hugo parvient à s'échapper du bureau de l'inspecteur, qui a appelé la police pour envoyer Hugo dans un orphelinat ; s'ensuit une course-poursuite à travers toute la gare. Alors qu'il s'enfuit le long d'un quai, Hugo trébuche et l'automate lui échappe des mains pour atterrir sur les rails. Tandis qu'Hugo saute sur les voies pour le récupérer, un train entre en gare et arrive vers lui à vive allure. Dans un revirement de compassion, l'inspecteur saisit Hugo par le bras et le hisse sur le quai avant qu'il ne soit écrasé. Cette scène reprend partiellement le rêve qu'avait fait Hugo un peu plus tôt dans lequel un train en provenance de Granville, se précipitait sur lui, continuait au-delà de la piste, traversait toute la gare en détruisant le sol sur son passage pour finalement fracasser la façade du bâtiment et s'écraser sur la chaussée en contrebas (l'accident de la gare Montparnasse, survenu le 22 octobre 1895, est montré sous la forme d'un cauchemar terrorisant le jeune héros). Cependant, Hugo est une nouvelle fois aux mains de l'inspecteur Gustave. Ce dernier le ramène à son bureau, mais l'intervention de Méliès le sauve et Gustave le laisse repartir.
Dans la scène finale, Méliès — accompagné de sa femme, sa filleule et Hugo — est l'invité d'honneur d'une grande fête où tous les protagonistes du film sont présents (y compris Gustave, dont l'attelle à la jambe a été améliorée par Hugo), et où ses contributions au cinéma sont reconnues et louées.

## Fiche technique
- Titre original et québécois : Hugo
- Titre français : Hugo Cabret
- Réalisation : Martin Scorsese
- Scénario : John Logan, d'après L'Invention de Hugo Cabret de Brian Selznick
- Musique : Howard Shore
  - Musique additionnelle : Jean-Michel Bernard
- Décors : Dante Ferretti
- Direction artistique : Alastair Bullock, Dimitri Capuani, Steve Carter, Stéphane Cressend, Martin Foley, Christian Huband, Stuart Rose, Luca Tranchino, David Warren et Ashley Winter
- Costumes : Sandy Powell
- Photographie : Robert Richardson - Camera Cameron 3D
- Montage : Thelma Schoonmaker
- Son : John Midgley
- Production : Martin Scorsese, Johnny Depp, Tim Headington, Graham King et Christi Dembrowski
- Sociétés de production : GK Films et Infinitum Nihil (en)
- Sociétés d'effets spéciaux : Plowman Craven & Associates, Mark Roberts Motion Control, With A Twist Studio et Pixomondo
- Sociétés de distribution : Paramount Pictures (États-Unis), Metropolitan FilmExport (France) et Ascot Elite Entertainment Group (Suisse)
- Budget : entre 156 millions de dollars et 170 millions de dollars
- Pays de production :  États-Unis
- Langue originale : anglais
- Format : couleur DeLuxe - 35 mm (copies d'exploitation) - 1,85:1 - son DTS 5.1 - version 3D
- Genres : aventures, fantastique
- Durée : 127 minutes
- Dates de sortie[2] :
  - États-Unis : 23 novembre 2011
  - France : 14 décembre 2011

## Distribution
- Asa Butterfield (VF : Raphaël Morançais ; VQ : Tom-Eliot Girard[3]) : Hugo Cabret
- Chloë Grace Moretz (VF : Lisa Caruso ; VQ : Ludivine Reding) : Isabelle
- Ben Kingsley (VF : Jean Lescot ; VQ : Vincent Davy) : Georges Méliès, « Papi Georges »
- Sacha Baron Cohen (VF : Pierre-Arnaud Juin ; VQ : Daniel Picard) : Gustave, l'inspecteur de la gare
- Helen McCrory (VF : Sylvia Bergé ; VQ : Nathalie Coupal) : « Mamie Jeanne », la femme de « Papi Georges »
- Emily Mortimer (VF : Angèle Humeau ; VQ : Émilie Bibeau) : Lisette, la fleuriste de la gare
- Jude Law (VF : Jean-Pierre Michaël ; VQ : Martin Watier) : le père d'Hugo, horloger
- Christopher Lee (VF : Michel Le Royer ; VQ : Hubert Fielden) : Monsieur Labisse, le libraire
- Ray Winstone (VF : Jean-Yves Chatelais ; VQ : Sylvain Hétu) : l'oncle Claude Cabret
- Richard Griffiths (VF : Charles Schneider ; VQ : Yves Massicotte) : Monsieur Frick
- Frances de la Tour (VF : Sylvie Genty ; VQ : Chantal Baril) : madame Émilie
- Angus Barnett : le manager du théâtre
- Ben Addis : Salvador Dalí
- Robert Gill : James Joyce
- Emil Lager : Django Reinhardt, le guitariste du café
- Shaun Aylward : un enfant de la rue
- Francesca Scorsese : une enfant au café
- Michael Stuhlbarg (VF : Dominique Guillo ; VQ : Frédéric Desager) : René Tabard
- Martin Scorsese : le photographe (caméo non crédité)
- Michael Pitt : un projectionniste (caméo non crédité)
- Brian Selznick : un invité à la fête (caméo non crédité)

Source et légende : version française (VF) selon le carton du doublage français.

## Production

### Développement
Quelques années après la naissance de sa fille Francesca en 1999, Martin Scorsese voudrait réaliser un film qu'elle puisse voir. Sachant cela, le producteur Graham King lui parle du roman L'Invention de Hugo Cabret 
(The Invention of Hugo Cabret). De plus, Martin Scorsese, alors âgé de 69 ans, manifeste la volonté de rendre hommage à l'art qui est au cœur de sa carrière, ainsi qu'à Georges Méliès, pionnier du cinéma. L'œuvre témoigne de la passion de son réalisateur par la rencontre inattendue du cinéma primitif et de la technique du film en trois dimensions qu'il utilise, de manière jugée « maladroite » par les critiques. L'immersion ainsi créée permet de simuler l'émotion que les spectateurs des tout premiers films avaient ressenti. Pourtant moderne, ce film est un concentré de tout ce qui a constitué les balbutiements du cinéma. Comme le souligne le personnage de Méliès à la fin du film, un des plus grands privilèges du cinéma est d'offrir des happy ends, tel un remerciement au cinéma et à ses inventeurs. Par ailleurs, ce film est un encouragement à une formation cinématographique précoce des enfants, du fait de la représentation d'enfants sensibilisés très tôt à cet art.
Ainsi, Martin Scorsese signe un film plus enfantin et plus technique qu'à son habitude. Il allie le potentiel du livre L'Invention de Hugo Cabret à l'admiration qu'il a pour Méliès ; comme il l'affirme ici : « en tant que cinéaste, j’ai le sentiment que l’on doit tout à Georges Méliès. Et quand je revois ses premiers films, je suis ému. Ils m’inspirent, parce que cent ans après leur création, ils font toujours naître ce frisson lié à l’innovation et à la découverte. Méliès a exploré et inventé la plus grande partie des techniques que nous utilisons aujourd’hui. Les films fantastiques et les films de science-fiction des années 30, 40, 50, les créations de Ray Harryhausen, et aussi celles de Spielberg, Lucas, James Cameron, descendent de Méliès. Tout était déjà dans le travail de ce précurseur ».
Dans un premier temps, la société GK Films de Graham King obtient les droits d'adaptation du roman, juste après sa publication en janvier 2007. L'écriture de l'adaptation est confiée à John Logan qui a déjà travaillé avec Martin Scorsese pour Aviator. Le titre original du film Hugo Cabret est par la suite raccourci en Hugo en juin 2011.

### Préproduction

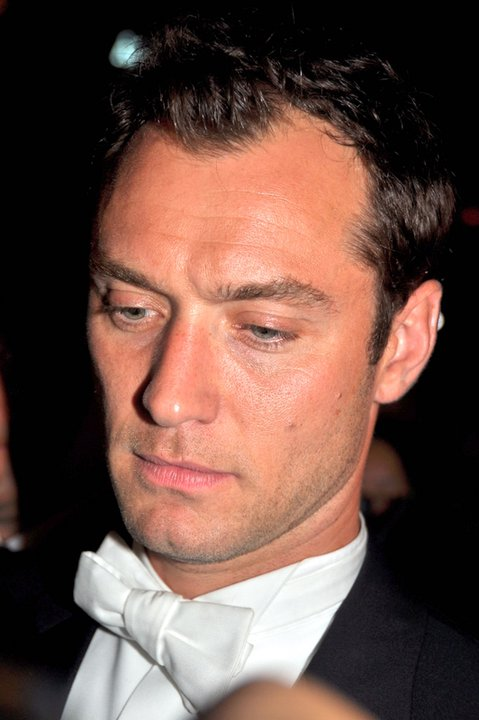
L'acteur Jude Law l'année de sortie du film.

GK Films a acquis les droits cinématographiques sur L'Invention de Hugo Cabret peu après la sortie du livre en 2007. Initialement, Chris Wedge  a été choisi pour la réalisation de l'adaptation et John Logan a été engagé pour l'écriture du scénario. Plusieurs acteurs ont été engagés dont Ben Kingsley, Sacha Baron Cohen, Asa Butterfield, Chloë Grace Moretz et Helen McCrory ; en revanche, Ray Winstone, Jude Law, Christopher Lee, Frances de la Tour et Richard Griffiths ont rejoint le projet plus tard. Le budget initial prévu pour le film était de 100 millions de dollars, mais il coûta finalement entre 156 millions et 170 millions de dollars. En février 2012, Graham King a résumé son expérience de production pour Hugo Cabret : « disons juste que ces quelques mois n'ont pas été faciles pour moi — beaucoup de somnifères ont été nécessaires ».
En mars 2010, Martin Scorsese convie Ben Kingsley et Sacha Baron Cohen à participer à son projet, l'un pour jouer le rôle du réalisateur français Georges Méliès et l'autre l'inspecteur de gare, avant que les jeunes Asa Butterfield et Chloë Grace Moretz ne les rejoignent pour les rôles principaux de Hugo Cabret et d'Isabelle. Quelques jours avant la production, en juin 2010, l'acteur Jude Law est choisi pour interpréter le père de Hugo, de même que Ray Winstone pour l'oncle Claude. Christopher Lee a le rôle d'un libraire, Helen McCrory celui de « Mamie Jeanne », l'épouse de Méliès, Frances de la Tour devient madame Émilie et Richard Griffiths un certain M. Frick. Ce film marque la seconde collaboration de Scorsese avec Jude Law (Aviator, 2004) et Ben Kingsley (Shutter Island, 2010).

### Tournage
La production débute fin juin 2010 aux Studios de Shepperton et ceux de Longcross dans le comté de Surrey avant de partir pour Paris entre le 16 et 25 août 2010.
« Une gare parisienne des années 1920 a été reconstituée, essentiellement en stuc, dans les studios londoniens de Pinewood. […] Ferretti s'est appuyé sur une foule de documents d'époque fournis par le Français Clive Lamming tant pour l'architecture des trains que pour les costumes du personnel ferroviaire. Les moindres détails ont été respectés, ainsi les textes écrits apparaissant à l'image sont tous en français, jusqu'à la calligraphie désuète des panneaux d'information aux voyageurs ». Le Chemin de fer de la vallée de la rivière Nene, près de Peterborough, a également prêté son matériel roulant de la Compagnie Internationale des Wagons-Lits au studio,.
Le réalisateur et l'équipe de production ont transformé l'intérieur de la Sorbonne et de la bibliothèque Sainte-Geneviève en décors des années 1930 en France durant une semaine, du 16 au 23 août 2010, dans le 5e arrondissement, puis, jusqu'au 25 août 2010, le square de l'Opéra-Louis-Jouvet et la place Édouard-VII dans le 9e arrondissement ainsi que le théâtre de l'Athénée-Louis-Jouvet dans le même arrondissement.

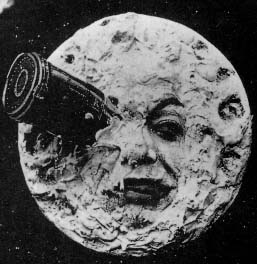
Le Voyage dans la Lune (1902)

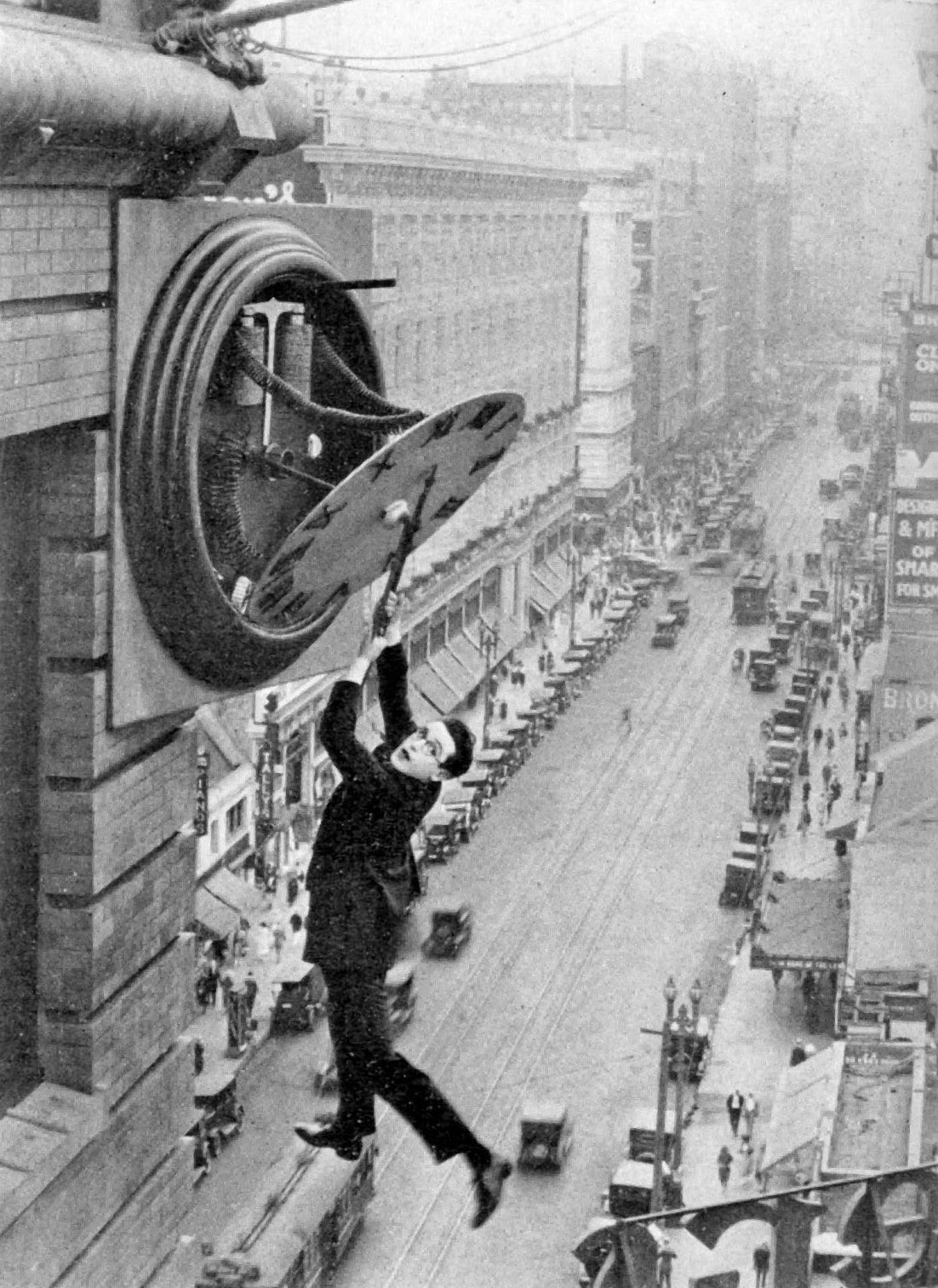
Monte là-dessus ! (1923)

Certaines scènes reprennent des extraits de grands classiques du cinéma. Il s'agit notamment du Voyage dans la Lune et de Monte là-dessus !, un film où l'on voit Harold Lloyd s'accrochant aux aiguilles de la pendule d'un building au-dessus du vide.
Les séquences dans l'atelier de Méliès, quant à elles, sont en grande partie inspirées par Le Royaume des fées, Le Cake-walk infernal et Le Palais des mille et une nuits.
Lors de la séquence finale on peut voir projetés les extraits des films suivants : Le Roi du maquillage, À la conquête du pôle, Le Mélomane, Le Royaume des fées, Le Papillon fantastique, La Fée Carabosse ou le Poignard fatal, Les Illusions fantaisistes, Les Quatre Cents Farces du diable, Le Voyage à travers l'impossible et Le Voyage dans la Lune.

### Bande originale
Outre la musique originale composée par Howard Shore, Jean-Michel Bernard a produit, orchestré et dirigé Dominique Cravic et Les Primitifs du futur, qui ont notamment enregistré une dizaine d'œuvres de Vetese Guerino et Émile Vacher (valses, javas, pasos dobles et fox trots) pour les scènes de bal musette se déroulant dans la brasserie de la gare, ainsi que la reprise d'une chanson de Fragson.
Pendant les séquences utilisant d'anciennes œuvres cinématographiques, on peut entendre de la musique classique française du XIXe siècle. On décèle un arrangement de la Danse Macabre de Camille Saint-Saëns, notamment quand les deux jeunes personnages feuillettent le livre de René Tabard. Puis, au cours des séquences qui montrent les tournages de Méliès jeune, ce sont deux œuvres pour pianos qui accompagnent les images. Pendant le tournage avec le dragon, il s'agit du premier mouvement, Manière de commencement des Morceaux en forme de poire, d'Erik Satie. Ensuite, lorsque le personnage de Méliès brûle ses bobines et ses décors, il s'agit de la Première Gnossienne, du même compositeur.
La dernière chanson (générique de fin) intitulée Cœur volant est interprétée par la chanteuse française Zaz.
| Liste des titres | Liste des titres               | Liste des titres | Liste des titres | Liste des titres | Liste des titres | Liste des titres | Liste des titres | Liste des titres | Liste des titres |
| No               | Titre                          | Durée            |                  |                  |                  |                  |                  |                  |                  |
| ---------------- | ------------------------------ | ---------------- | ---------------- | ---------------- | ---------------- | ---------------- | ---------------- | ---------------- | ---------------- |
| 1.               | The Thief                      | 4:20             |                  |                  |                  |                  |                  |                  |                  |
| 2.               | The Chase                      | 2:50             |                  |                  |                  |                  |                  |                  |                  |
| 3.               | The Clocks                     | 4:28             |                  |                  |                  |                  |                  |                  |                  |
| 4.               | Snowfall                       | 1:50             |                  |                  |                  |                  |                  |                  |                  |
| 5.               | Hugo's Father                  | 3:24             |                  |                  |                  |                  |                  |                  |                  |
| 6.               | Ashes                          | 2:33             |                  |                  |                  |                  |                  |                  |                  |
| 7.               | The Station Inspector          | 1:10             |                  |                  |                  |                  |                  |                  |                  |
| 8.               | Bookstore                      | 1:51             |                  |                  |                  |                  |                  |                  |                  |
| 9.               | The Movies                     | 1:29             |                  |                  |                  |                  |                  |                  |                  |
| 10.              | The Message                    | 4:36             |                  |                  |                  |                  |                  |                  |                  |
| 11.              | The Armoire                    | 2:32             |                  |                  |                  |                  |                  |                  |                  |
| 12.              | Purpose                        | 2:04             |                  |                  |                  |                  |                  |                  |                  |
| 13.              | The Plan                       | 2:48             |                  |                  |                  |                  |                  |                  |                  |
| 14.              | Trains                         | 2:50             |                  |                  |                  |                  |                  |                  |                  |
| 15.              | Papa Georges Made Movies       | 1:52             |                  |                  |                  |                  |                  |                  |                  |
| 16.              | The Invention of Dreams        | 6:28             |                  |                  |                  |                  |                  |                  |                  |
| 17.              | A Ghost In the Station         | 6:00             |                  |                  |                  |                  |                  |                  |                  |
| 18.              | A Train Arrives in the Station | 3:25             |                  |                  |                  |                  |                  |                  |                  |
| 19.              | The Magician                   | 2:33             |                  |                  |                  |                  |                  |                  |                  |
| 20.              | Cœur volant (feat. Zaz)        | 4:19             |                  |                  |                  |                  |                  |                  |                  |
| 21.              | Winding it Up                  | 4:11             |                  |                  |                  |                  |                  |                  |                  |
| 01:07:33         |                                |                  |                  |                  |                  |                  |                  |                  |                  |

## Accueil

### Accueil critique
Hugo Cabret connait un accueil critique très favorable dans l'ensemble. Rotten Tomatoes recueille 94 % de critiques positives et IMDb en recueille une note de 7.6/10.
Mais, parmi les critiques mitigées, certains reprochent le virage à 180o opéré par Scorsese avec cette réalisation, dans un style bien plus enfantin. Une partie des spectateurs considère ce changement réussi vu l'adaptation soudaine du réalisateur non seulement à ce style mais aussi à la 3D, tandis qu'une autre grande partie trouve la tentative maladroite et trop décalée.

### Box-office
- France : 1 285 647 entrées[23]
  - Paris : 317 722 entrées[23]
- États-Unis : 73 864 507 $[24]
- total recettes mondiales : 185 770 160 $[24]

Malgré des critiques très favorables, le film est un échecs au box-office.

### Références historiques

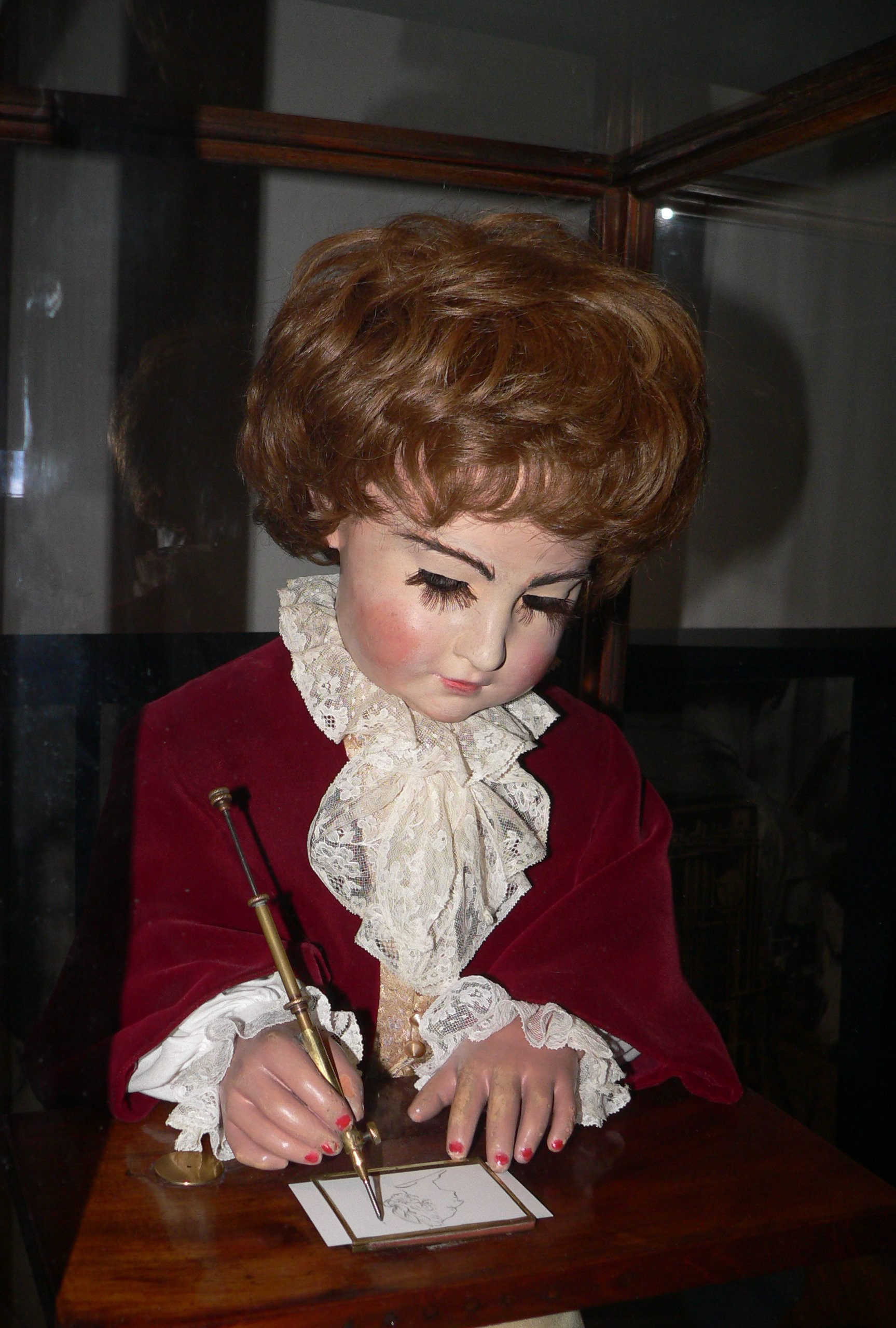
Les automates Jaquet-Droz (ici le modèle du dessinateur) sont à l'origine de l'automate du film.

## Commentaires